# Onsŏng (ort i Nordkorea)
Onsŏng är en ort i Nordkorea.   Den ligger i provinsen Hambuk, i den nordöstra delen av landet, 600 km nordost om huvudstaden Pyongyang. Onsŏng ligger 83 meter över havet och antalet invånare är 19 806.
Terrängen runt Onsŏng är kuperad åt sydost, men åt nordväst är den platt. Onsŏng ligger nere i en dal. Runt Onsŏng är det ganska tätbefolkat, med 230 invånare per kvadratkilometer. Närmaste större samhälle är Namyang-dong, 10,3 km väster om Onsŏng. Trakten runt Onsŏng består till största delen av jordbruksmark.